# Кремпа (Куявсько-Поморське воєводство)
Кремпа (пол. Krępa, нім. Grempen) — село в Польщі, у гміні Добжинь-над-Віслою Ліпновського повіту Куявсько-Поморського воєводства.
Населення — 114 осіб (2011).
У 1975-1998 роках село належало до Влоцлавського воєводства.

## Демографія
Демографічна структура станом на 31 березня 2011 року:
|          | Загалом | Допрацездатний вік | Працездатний вік | Постпрацездатний вік |
| -------- | ------- | ------------------ | ---------------- | -------------------- |
| Чоловіки | 52      | 9                  | 40               | 3                    |
| Жінки    | 62      | 18                 | 38               | 6                    |
| Разом    | 114     | 27                 | 78               | 9                    |